# Yūki Kaneko (Fußballspieler, 1982)
Yūki Kaneko (japanisch 金子 勇樹 Kaneko Yūki; * 29. Mai 1982 in der Präfektur Tokio) ist ein ehemaliger japanischer Fußballspieler.

## Karriere
Kaneko erlernte das Fußballspielen in der Jugendmannschaft der Yokohama F. Marinos. Seinen ersten Vertrag unterschrieb er 2000 bei den Yokohama F. Marinos. Der Verein spielte in der höchsten Liga des Landes, der J1 League. 2001 gewann er mit dem Verein den J.League Cup. Mit dem Verein wurde er 2003 japanischer Meister. Für den Verein absolvierte er 13 Erstligaspiele. Im August 2004 wechselte er zum Zweitligisten Consadole Sapporo. 2007 wurde er mit dem Verein Meister der J2 League. Für den Verein absolvierte er 61 Spiele. Ende 2007 beendete er seine Karriere als Fußballspieler.

## Erfolge
Yokohama F. Marinos
- J1 League

Meister: 2003, 2004
Vizemeister: 2000, 2002
- J.League Cup

Sieger: 2001